# 212. п. н. е.

## Смрти
- Архимед, грчки математичар и физичар.